# Осада Путивля (1633)
Осада Путивля 1633 года — неудачная попытка взятия Путивля, предпринятая польскими войсками и реестровым запорожским казачеством во время Смоленской войны.

## Предыстория
Путивль обладал хорошо укреплённой крепостью на юго-западном рубеже Русского царства, являясь главным стратегическим пунктом обороны на этом направлении. В 1620-х годах в дополнение к деревянному Старому городу был выстроен земляной Новый город и ров. Вдобавок была налажена хорошая сторожевая служба, не позволявшая противнику подойти к городу неожиданно. После начала Смоленской войны в 1632 году именно из Путивля было организовано большинство довольно успешных военных акций на левобережных от Днепра территориях Речи Посполитой. Поэтому польское правительство, пытаясь перенять инициативу, направило войско сюда. О намерении поляков идти на Путивль русские воеводы узнали от языков, взятых в бою под Новгородом-Северским.
Около 5 тысяч регулярных войск под командованием каменецкого каштеляна Александра Песочинского появились под Путивлем уже 27 февраля, попытавшись сжечь посад. Однако вылазка защитников города отбросила их к Нежину. Для повторения похода и усиления осадного войска поляки обратились к помощи реестрового казачества. Однако от короля Песочинскому поступило распоряжение двигаться к Смоленску для усиления осадного войска. Таким образом, поход на Путивль снимался с повестки дня, но казаки начали опасаться, что уход коронных войск оставит Левобережье слабо защищённым и убеждали Песочинского в необходимости взятия Путивля, обещая взять его за 2—3 дня. В итоге тот согласился на осаду Путивля.
В течение сборов войска Песочинский направлял отдельные отряды под Стародуб и Севск, занятые русскими войсками в самом начале войны. Этими отвлекающими ударами он намеревался ввести русскую сторону в заблуждение насчёт главного направления своего похода, однако обе акции окончились неудачей. В ответ воевода Новгорода-Северского Иван Бобрищев-Пушкин послал отряд к крепостям Блистова и Мена, располагавшихся на правом берегу Десны, которые были взяты и сожжены.

## Ход осады
24 мая польско-казацкое войско появилось в окрестностях Путивля, после чего путивльские воеводы Никита Гагарин и Андрей Усов отдали распоряжение сжечь посад. В составе осадных войск находился полк под командованием молодого Иеремии Вишневецкого численностью в 6 тысяч человек, а также 20 тысяч казаков. Самому Песочинскому было непосредственно подчинено около 3000 солдат, вдобавок в битве принимали участие 1—2 тысячи человек из мелких шляхетских отрядов. Таким образом, осадное войско в целом состояло из около 30 тысяч человек. По данным историка П. Кулаковского, в городе держали осаду около 20 тысяч человек.
Польское войско оказалось плохо подготовленным к осаде, сказывалась нехватка регулярной пехоты, а артиллерия, имевшаяся только у казаков, была довольно неэффективной. Первые два штурма замковых укреплений были безрезультатными, основные потери несли казаки, у которых погибли два полковника Сорока и Самошка. Через две недели после начала осады в стане казаков начались волнения, последовали требования дополнительного жалования. Видя, что вопреки обещаниям казаков осада затягивается, Песочинский объявил о её завершении и походе на Смоленск, как того требовал король. При этом он обвинил казаков в саботаже и сговоре с осаждёнными. Казаки, как и до начала осады, не хотели идти на Смоленск и скинули соглашательского гетмана Дорофея Дорошенко, заменив его Яковом Остряниным. После этого казаки стали ещё более неуправляемыми. В поисках провианта 2-тысячный казацкий отряд совершил рейд под Рыльск, однако был наголову разбит тамошним гарнизоном.
После этого казаки приняли решение оставить лагерь под Путивлем. В ночь на 11 июня они втайне от поляков двинулись домой. Песочинскому удалось их догнать и вступить в переговоры. Однако уговорить их повернуть в сторону Смоленска или оставить ему артиллерию и часть войска не удалось. В результате ухода казаков Песочинскому ничего не оставалось, как снять осаду Путивля 19 июня.

## Результаты
В результате осады польско-казацкое войско потеряло 4 тысячи человек убитыми, 2,5 тысяч ранеными и около тысячи человек пленными. Значительная часть из них была потеряна в ходе рейдов по сбору провианта. Так, например, атаман Гиря Каневец погиб в селе Ивантиж Новгород-Северского уезда.
Путивль выстоял и надолго убедил военачальников Речи Посполитой в бесперспективности его осады. Песочинский, следуя королевскому указу, прибыл под Смоленск. Вместо него обеспечение безопасности Левобережья было поручено Адаму Киселю. Однако готовящийся им поход под Курск так и не был осуществлён. Русская сторона перехватила на юго-западном направлении инициативу, взяла Ромны, совершила успешные походы под Миргород и Борзну, а также под Чернигов. В ответ Иеремия Вишневецкий с крупным войском осаждал Севск, ходил под Белгород и Курск, но и эти порубежные города взять также не удалось.